# Atlantycki Teatr Wojny
Atlantycki Teatr Wojny (Strategiczna Strefa Atlantycka) – teatr wojny; jeden z trzech rejonów (stref) traktatowych Sojuszu Północnoatlantyckiego. 

## Charakterystyka
Atlantycki Teatr Wojny to typowo morski teatr działań bojowych. Jego granice znajdują się pomiędzy: Europą i Afryką, Ameryką Północną i Ameryką Południową oraz Antarktydą. Do Atlantyckiego TW wliczane są części Atlantyku – morza: Norweskie, Grenlandzkie, Sargassowe, Szkockie i Labradorskie. Ważne dla teatru pod względem militarnym są: Morze Północne, Morze Śródziemne, Morze Barentsa i Morze Białe. Większymi wyspami i archipelagami na Atlantyku są: Grenlandia, Wyspy Brytyjskie, Islandia, Ziemia Baffina, Nowa Fundlandia, Wschodnie Antyle, Bahama, Azorskie, Kanaryjskie oraz Wyspy Zielonego Przylądka.
Znaczenie ATW wynikało z faktu, że przewidziane do wzmocnienia sił zbrojnych w Europie jednostki USA i Kanady miały być przerzucane drogą powietrzną i morską. Jednostki „podwójnego bazowania” posiadały ciężkie uzbrojenie w składach i magazynach rozmieszczonych na terytorium RFN, Belgii i Holandii. Zgromadzono tam, będące w stanie gotowości do natychmiastowego użycia, wyposażenie dla sześciu dywizji i około 160 samodzielnych pododdziałów. 
Przewidywano, że ponad 50% środków materiałowo-technicznych przeznaczonych na cele wojny będzie dostarczane ze Stanów Zjednoczonych. Przyjęto, że każdy port będzie musiał stanowić rezerwową bazę manewrową dla sił morskich Paktu. Pod względem liczby przeładunków do największych portów zaliczano: Nowy Jork i Filadelfię, Rotterdam, Antwerpię, Londyn, Hawr, Marsylię i Hamburg.
W opinii kierownictwa NATO, na Atlantyckim TW będą prowadzone operacje NATO, których celem będzie utrzymanie panowania na morzu, niszczenie nawodnych i podwodnych sił przeciwnika, osłona przerzutu własnych sił wzmocnienia oraz zapewnienie kontroli własnych linii komunikacyjnych. Dlatego na obszarze tego teatru znajdowały się główne siły morskie Stanów Zjednoczonych, Wielkiej Brytanii, Kanady i innych państw członków NATO. Dowództwo NATO określiło rubieże stawiania zagród minowych przeciwko radzieckim okrętom podwodnym. Znajdowały się one na podejściach do wybrzeży Stanów Zjednoczonych w rejonie od Grenlandii do Islandii, kolejne – do północnych wybrzeży Wielkiej Brytanii i na północ od granicy Norwegii z ZSRR (podejścia do portów Murmańsk i Siewieromorsk). Określono też rubieże poszukiwania i zwalczania nieprzyjacielskich okrętów podwodnych.

## Struktura
Podział teatru wojny:
- Zachodni Teatr Działań Wojennych WESTLANT
  - Podobszar Oceanu OCEANLANT
  - Podobszar Atlantyku Amerykańskiego AMERLANT (zlikwidowany na przełomie lat 50. i 60. XX w.)
  - Podobszar Atlantyku Kanadyjskiego CANLANT
- Wschodni Teatr Działań Wojennych EASTLANT
  - Podobszar Północny NORLANT
  - Podobszar Centralny CENTLANT
  - Podobszar Zatoki Biskajskiej (Bay of Biscay Sub-Area) BISCLANT (zlikwidowany w latach 80. XX w.)
- Iberyjski Teatr Działań Wojennych IBERLANT (od 1982)